# Lijst van ambassadeurs van Frankrijk in Suriname

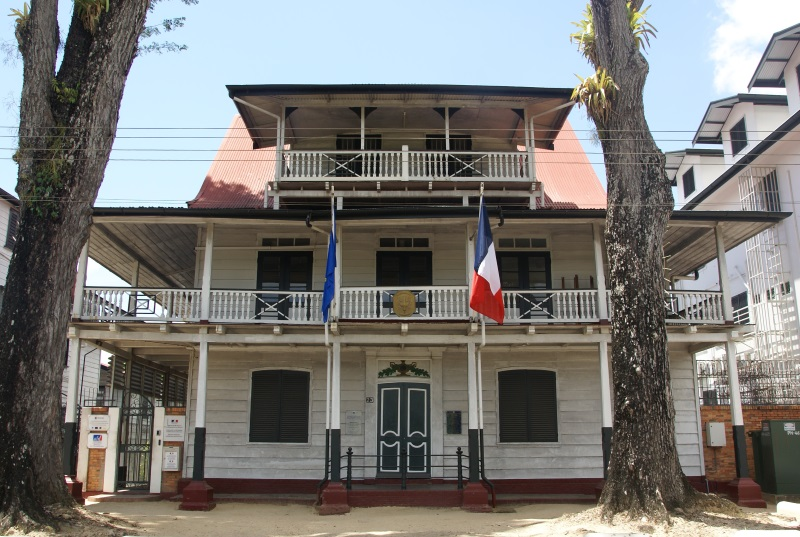
Franse ambassade in Paramaribo

Hieronder volgt een lijst van Franse ambassadeurs in Suriname. 
Pierre Boillot was van 1991 tot 1994 de eerste Franse ambassadeur die in Paramaribo was gevestigd.
Er bevindt zich een zelfstandige ambassade van Frankrijk in Suriname, die gevestigd is in Paramaribo. De ambassadeur vertegenwoordigt zijn land ook in Guyana. Er is ook een ambassade van Suriname in Frankrijk die zich in Parijs bevindt.

## Ambassadeurs van Frankrijk in Suriname
| Van  | tot   | ambassadeur                     |
| ---- | ----- | ------------------------------- |
| 1976 | 1981  | M. Ponsolle                     |
| 1981 | 1984  | Jean Paul Schricke              |
| 1984 | 1986  | M. Courcelles                   |
| 1986 | 1991  | Gaston le Paudert               |
| 1991 | 1994  | Pierre Boillot                  |
| 1994 | 1998  | Jacques Nizart                  |
| 1998 | 2004  | Olivier Pelen                   |
| 2004 | 2007  | Jean-Marie Bruno                |
| 2007 | 2010  | Richard Barbeyron               |
| 2010 | 2013  | Joël Godeau                     |
| 2013 | 2017  | Michel Prom                     |
| 2017 | 2021  | Antoine Joly                    |
| 2021 | 2021  | Pierre Lanapats                 |
| 2022 | heden | Nicolas de Bouillane de Lacoste |